# Бушир (остан)
29°00′ пн. ш. 51°35′ сх. д. / 29.000° пн. ш. 51.583° сх. д.
Бушир (перс. بوشهر — Bušehr) — одна з тридцяти провінцій Ірану. Знаходиться на півдні країни на березі Перської затоки. Столиця — місто Бушир, інші великі міста — Боразджан, Бендер-Генаве, Хормудж та ін. У провінції дев'ять шахрестанів. У 1996 році населення становило 744 000 чоловік.

## Історія
Французькі розкопки в 1913 році показали, що історія Буширу бере свій початок ще в домусульманський час, в епоху Еламу. Археологами були знайдені написи стародавнього населення Сузіани, деякі з яких відносяться до VIII століття до н. е.. Проте, вважається, що навіть у X столітті в Буширі ще не існувало гавані, що мала серйозне значення. Тутешня територія в той час була відома як «Морський берег» (у перекладі з арабської), основну частину її населення становили араби.
На початку XVI століття на узбережжі з'явилися перші європейські колоністи. У 1506 році португальці заснували тут фортецю «Решір», але, згодом, Аббас I завдав їм поразки і змусив залишити Іран.
У XVIII столітті Бушир став грати роль головної гавані в імперії Надір-шаха, який в 1734 році вибрав його для спорудження флоту в Перській затоці за допомогою англійських радників.

## Економіка
Основні галузі економіки — видобуток нафти і газу, хімічна, нафтопереробна, суднобудівна, харчова, текстильна промисловість, виробництво будматеріалів та металоконструкцій, торгівля, транспорт, енергетика, сільське господарство (фініки, цитрусові, алое), рибальство, туризм.
У місті Бушир розташовані важливий порт (другий за значенням в Ірані, після Бендер-Аббаса) і Вільна економічна зона; також тут базується суднобудівна компанія. На острові Харк розташовані нафтохімічний завод і нафтовий термінал. У місті Бендер-Генаве розташована Особлива економічна зона.
У районі Бушир будується атомна електростанція. Будівництво було розпочато в 1975 році німецьким концерном «Kraftwerk Union» та призупинено в 1980 році через санкції проти Ірану після Ісламської революції. У 1992 році було підписано міжурядову угоду про будівництво в Ірані АЕС з російськими реакторами ВВЕР-1000.

### Промисловий коридор в Ассалуйе
Районі міста Ассалуйе, приблизно в 270 км на південь від столиці остана, розташована вільна економічна зона «Pars Special Economic Energy Zone», де працюють 70000 зарубіжних фахівців. Поблизу від цього району знаходяться газові поля «Південного Парса». Серед найбільших підприємств зони — National Iranian Petrochemical Company, нафтопереробний завод компанії National Iranian Oil Refining and Distribution Company, нафтогазовидобувні комплекси компаній Національна іранська нафтова компанія і її дочірньої компанії Petropars, National Iranian Gas Company, Газпром, Eni, Total, Petronas, Statoil, Repsol YPF й Royal Dutch Shell.

## Визначні місця
У місті Бушир цікаві старовинні мечеті та руїни голландської фортеці, в околицях — руїни давнього поселення. У місті Боразджан розташовані старовинна фортеця і велике кладовище, на околицях — руїни палацу Бардак-Сіах та інших будівель епохи Ахеменідів. У місті Хормудж розташовані стародавня фортеця і руїни зороастрійського храму. У місті Тахер розташовані руїни порту Сіраф епохи Сасанідів (включаючи фортецю, храм і базар). На острові Харк розташовані руїни голландської фортеці і старовинної церкви. Також у провінції знаходиться печера Чехельханех.
Незважаючи на свій унікальний потенціал, Бушир все ще залишається провінцією, потребує розвитку туризму і відчуває серйозний нестачу в необхідних для цього інвестиції. У місті Бушир є тризіркові готелі, аеропорт і традиційні сучасні розваги. Комісія з культурної спадщини Ірану визначила в провінції 45 міст і місць історичного та культурного значення.